# Ptilomyia pleuriseta
Ptilomyia pleuriseta är en tvåvingeart som först beskrevs av Cresson 1942.  Ptilomyia pleuriseta ingår i släktet Ptilomyia och familjen vattenflugor. Inga underarter finns listade i Catalogue of Life.